# Білівці (Дністровський район)
Бі́лівці — село в Хотинській міській громаді Дністровського району Чернівецької області України.

## Цікаві факти
У селі висадили 10 гектарів лаванди. Це найбільше лавандове поле в Україні. За словами голови Хотинської територіальної громади Андрій Дранчука, хочуть також робити з лаванди для косметологічних потреб олію. Також тут хочуть відкрити спа-салон. Проєкт вже подали до Державного фонду регіонального розвитку, щоби створити нову туристичну локацію.

## Персоналії
- Максимчук Валентин Юхимович- «Почесний розвідник надр». Такої відзнаки удостоєний Валентин Юхимович Максимчук, який народився 26 грудня 1950 року в с. Білівці Хотинського району. Доктор фізико-математичних наук, професор, дійсний член (академік) Української нафтогазової академії, Почесний розвідник надр.

Закінчив Івано-Франківський інститут нафти та газу (1973). Трудову діяльність розпочав у Львівському філіалі математичної фізики Інституту математики АН УРСР. Без відриву від виробниц¬тва, з 1978 по 1982 рік, навчався в аспірантурі Інституту земного магнетизму, іоносфери та поширення радіохвиль АН СРСР (ІЗМІРАН). У 1983 р. захистив кандидатську, а 1997 року в Інституті геофізики ім. С. І. Субботіна НАН України — докторську дисертацію. Вчене звання професора кафедри польової нафтогазової геофізики присвоєно у 2006 році. З 2003 року Валентин Юхимович очолює Карпатське відділення Інституту геофізики ім. С. І. Субботіна НАН України. За монографію «Динаміка аномального поля Землі» В. Ю. Максимчуку із співавторами присуджено іменну премію НАН України (2004 р.) ім. академіка С. І. Субботіна. Геологічна спільнота, Президія НАН України та Держава високо оцінили внесок В. Ю. Максимчука у розвиток вітчизняної геофізики. Нагороджений орденом «За заслуги» ІІІ ступеня (2008). Юхим Гусар.
- Мельник Людмила Василівна-(*12.09.1963, с. Білівці. Закінчила факультет журналістики Львівського держуніверситету ім. Івана Франка. З 1996 року — редактор телебачення Чернівецької облдержтелерадіокомпанії. Створила телепрограму «Відвертість»-про актуальну і болючу тему наркоманії, пошуку людини самої себе в цьому світі. З 2000 р. працювала у відділі молодіжних програм, з 2011-го — завідувач відділу художніх програм. Автор телевізійних програм: «Молодіжна студія», «Вісник», «Формула успіху». Лауреат Всеукраїнського фестивалю телерадіопрограм «Калинові острови-98». Номінант науково-популярного видання «Інформаційний простір Буковини на початку третього тисячоліття». Юхим Гусар.

## Світлини

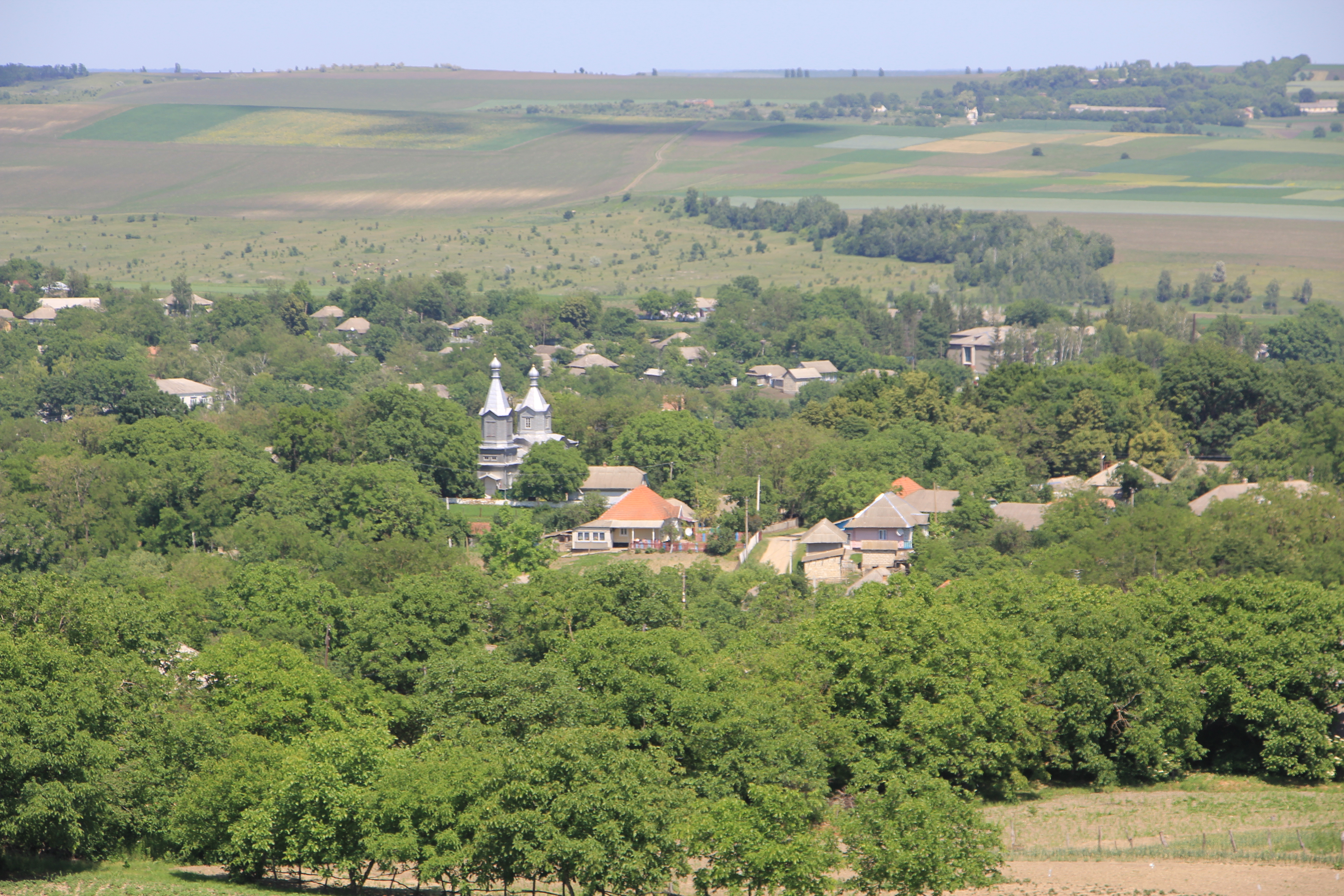
Вид на село Білівці Хотинського району
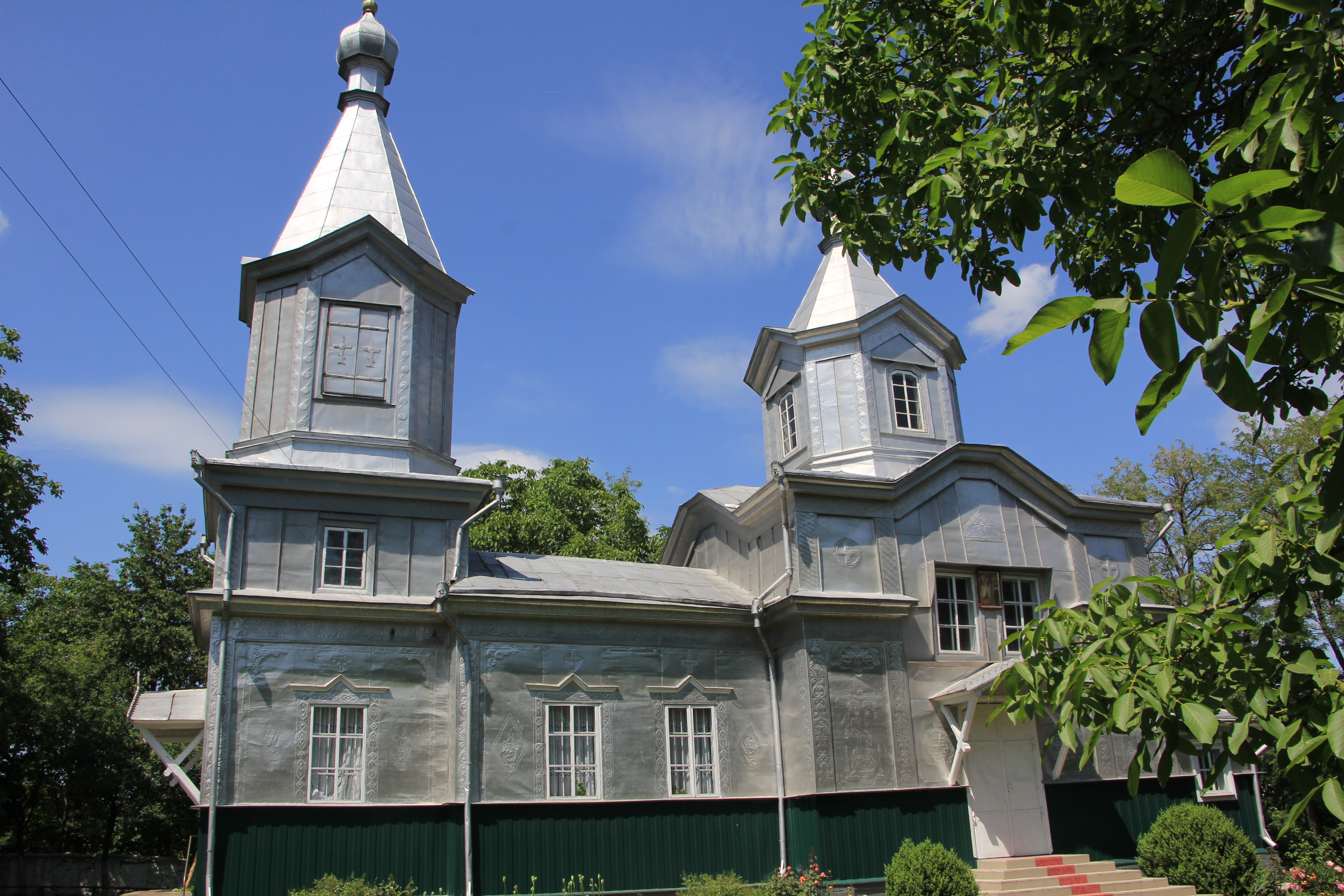
Дерев'яна церква Св. Арх. Михаїла с. Білівці
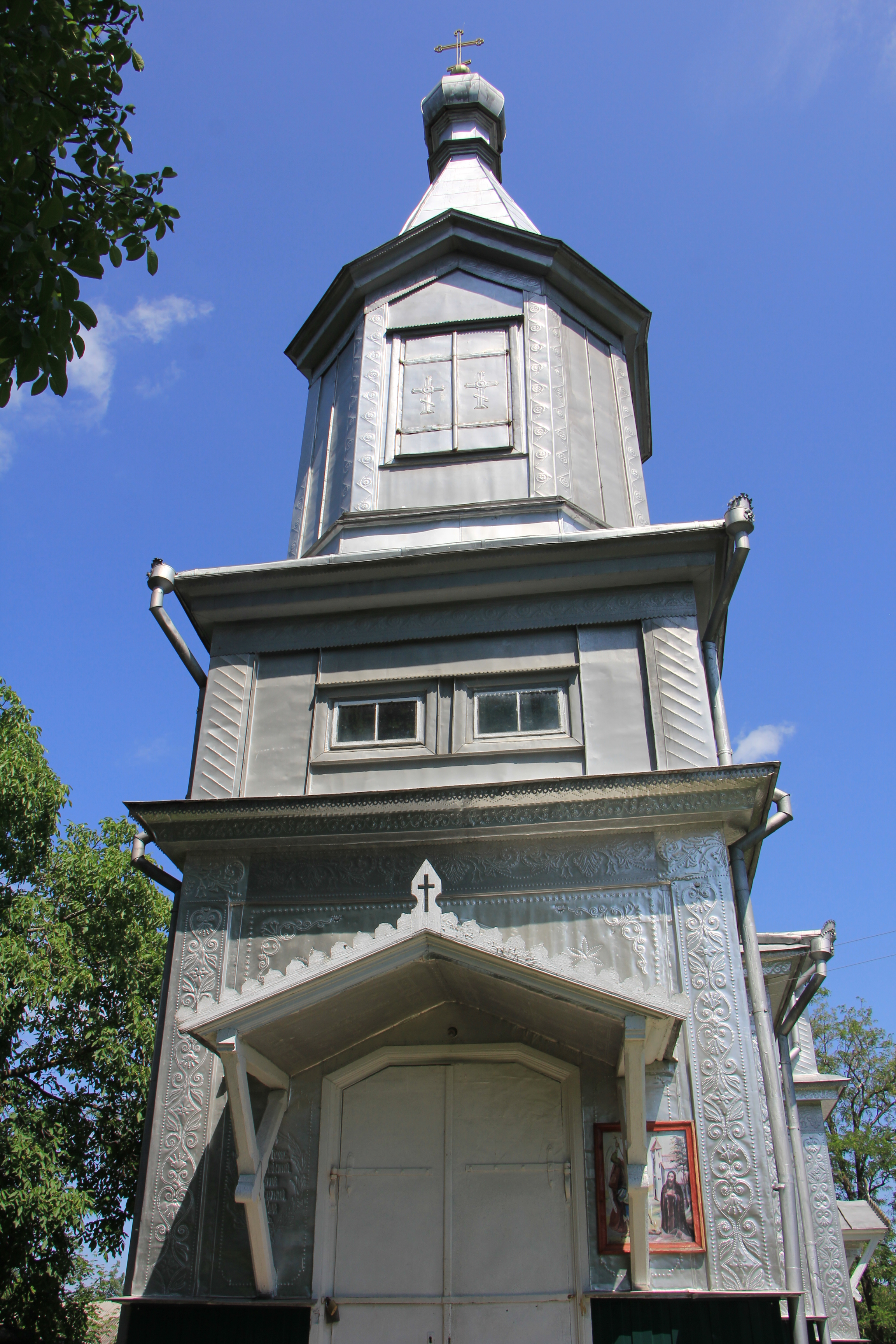
Дерев'яна церква Св. Арх. Михаїла с. Білівці
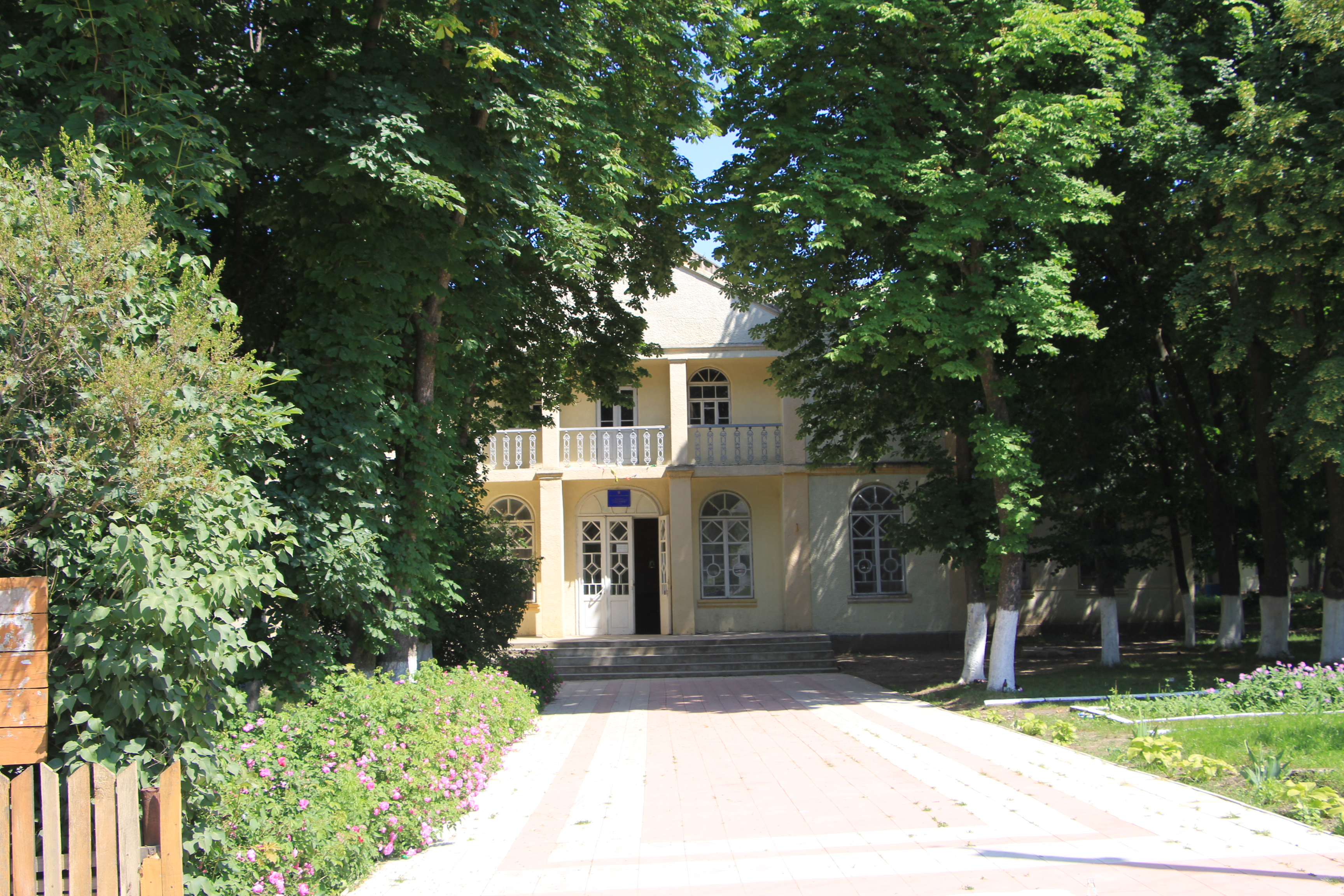
Будинок культури с. Білівці